# Aire protégée au Portugal
La première aire protégée du Portugal créée dans le pays est le parc national de Peneda-Gerês, en 1971, soit trois ans avant la fin du régime Salazariste, en 1974. C'est le seul parc national. La législation portugaise distingue ensuite cinq catégories d'aires protégées : les parcs naturel, les réserves naturelles, les paysages protégés, les monuments naturels, les parcs naturels régionaux et les paysages protégés régionaux, les réserves naturelles locales, les paysages protégés locaux et enfin une aire protégée privée. Les aires protégées sont gérés soit au niveau national soit au niveau régional par le Réseau national des aires protégées (Rede Nacional de Áreas Protegidas, RNAP). Comme dans les autres pays de l'Union européenne, il existe au Portugal un réseau de sites Natura 2000. De plus, au titre de conventions internationales, le Portugal dispose de sites Ramsar, de réserves de biosphère de l'Unesco ainsi qu'un site naturel classé au patrimoine mondial.

## Histoire et législation
Avec la révolution des Œillets, en 1974, le Portugal redevient démocratique. Dès sa rédaction, la constitution de 1976 prévoit, dans son article 66, des dispositions relatives à « l'environnement et la qualité de vie », inspirées par le contexte international favorable.
Le territoire portugais dans son ensemble est organisé par des plans d'aménagement dit « plan sectoriel » qui font l'objet de consultations publiques. Les aires protégées sont aménagées de la même manière que le reste du territoire national. 
Le premier « parc naturel » créé est celui de Monteshino, en 1976. C'est en 1993 que le réseau national apparaît et que la législation est définie. La loi relative aux aires protégées a été réformée en 2008 puis en 2014.
Un unique ministère avait pour attribution l'environnement et l'aménagement du territoire, en 2018.
L’Institut de la conservation de la nature et de la flore (Instituto da Conservação da Natureza e das Florestas, ICNF) est l'organe administratif autonome chargé de la coordination des aires protégées, via le Réseau national des aires protégées (Rede Nacional de Áreas Protegidas, RNAP).

## La biodiversité des aires protégées
Au travers de ses subéraies (forêt de chênes lièges, le Portugal est le premier producteur mondial de liège), maquis, prairies ou encore ses dunes et ses falaises littorales le Portugal accueille 3600 espèces de plantes, 69 de mammifères terrestres, 313 oiseaux, 17 amphibiens et 34 reptiles.
Une étude portant sur l'herpétofaune, les gymnospermes, les ptéridophytes et les bryophytes a trouvé que 89 % des espèces étaient représentées dans le réseau d'aires protégées du Portugal, en particulier tous les amphibiens et reptiles. Cependant 13 espèces de mousses de la liste rouge ne sont présentes dans aucune aire protégée.

## Le tourisme dans les aires protégées
Une étude menée sur 14 aires protégées, entre 1996 et 2009, a montré que l'accessibilité (déterminée par la densité de routes) d'une aire protégée est le premier facteur influençant le nombre de visiteurs. L'observation ornithologique semble être une activité qui attire les visiteurs vers les espaces naturels protégés, en effet le nombre de visiteurs par an augmente avec le  nombre d'espèces d'oiseaux en danger et à la présence de zones humides.
L'état fait du tourisme de nature l'un des produits touristiques stratégiques nationaux et un programme national a été lancé dès 1998.

## Localisation des aires protégées
|                                          |                                 |  |
|                                          | Peneda-Gerês                    |  |
| Corno do Bico                            | Montesinho                      |  |
| Lagoa de Bertiandos et São Pedro de Arco | Réservoir d'Azibo               |  |
| Littoral nord                            | Alvão                           |  |
| Dunes de São Jacinto                     | Douro Internacional             |  |
| Paul de Arzila                           |                                 |  |
| Montes de Santa Olaia et Ferrestelo      | Serra da Estrela                |  |
| Serras de Aire et Candeeiros             | Serra da Malcata                |  |
| Monte de São Bartolomeu                  | Serra do Açor                   |  |
| Berlengas                                | Tejo internacional              |  |
| Serra de Montejunto                      | Pegadas de Dinossauros          |  |
| C. Lapiaz de Granja dos Serrões          | Paul do Boquilobo               |  |
| Granja dos Serrões et Negrais            | Serra de São Mamede             |  |
|                                          | Açude da Agolada                |  |
| Sintra-Cascais                           | Centro Histórico de Coruche     |  |
| Carenque                                 | Açude do Monte da Barca         |  |
| Arriba Fóssil da C. Caparica             | Estuaire de Tejo                |  |
| Pedreira do Avelino                      | Estuaire de Sado                |  |
| Lagosteiros                              | Lagunes de St. André et Sancha  |  |
| Pedra da Mua                             | Vallée de Guadiana              |  |
| Gruta do Zambujal                        | Fonte Benémola                  |  |
| Arrábida                                 | S.C.Marim-V.R.S. António        |  |
| Sudoeste Alentejano et Costa Vicentina   | Ria Formosa                     |  |
|                                          | Rocha da Pena et Fonte Benémola |  |

## Aires protégées de portée nationale
Les aires protégées de portée nationales sont créées et gérées par l'ICNF. Une collectivité territoriale ou une ONGE peut proposer la création d'une nouvelle aire protégée de portée nationale, cependant l'ICNF gardera la main sur sa classification.

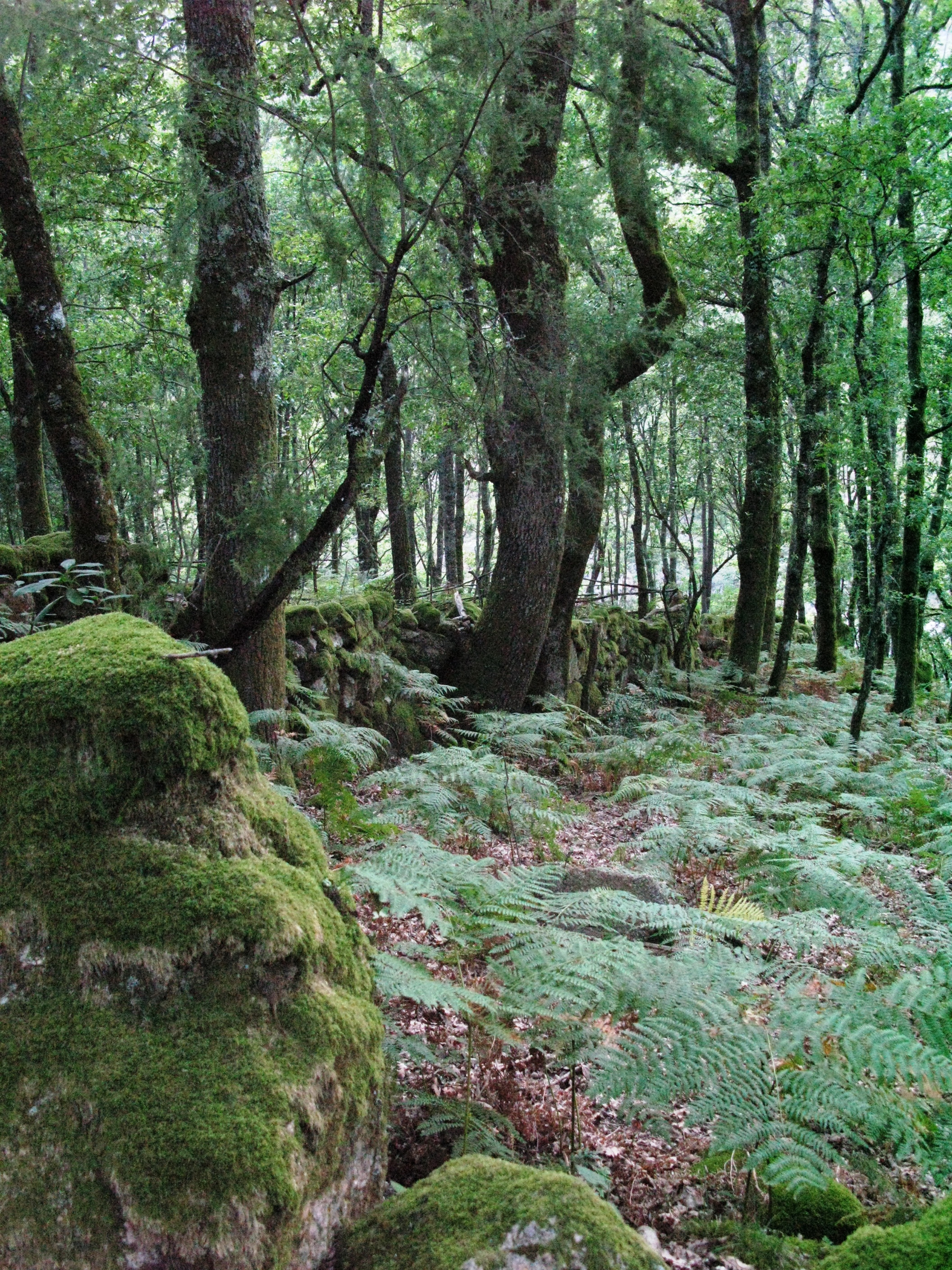
Forêt méditerranéenne dans le parc national de Peneda-Gerês.

### Parc national
Un parc national est une zone qui contient principalement des échantillons représentatifs de régions naturelles caractéristiques, de paysages naturels et humanisés, d'éléments de biodiversité et géologiques, ayant une valeur scientifique, écologique ou éducative.
La classification d'un parc national vise à protéger les valeurs naturelles existantes, à conserver l'intégrité des écosystèmes, à la fois en termes d'éléments constitutifs et de processus écologiques inhérents, et à adopter des mesures compatibles avec les objectifs de leur classification.
L'unique parc national, créé sous le régime salazariste, en 1971 est le parc national de Peneda-Gerês. Il occupe une superficie de 72 000 ha de montagne, de gorges et de ravines. Loups et bouquetins y sont présents. Situé au nord du Portugal, à la frontière avec l'Espagne, il forme une réserve de biosphère transfrontière avec le parc national de Baixa Limia-Serra do Xurés (es).

### Parc naturel
Un parc naturel est défini comme une zone contenant des écosystèmes à prédominance naturelle ou semi-naturelle, où la préservation à long terme de la biodiversité peut dépendre de l'activité humaine, et qui assure un flux durable de produits et services naturels. Le classement d'un parc naturel vise à protéger les ressources naturelles existantes, contribuant au développement régional et national, et à l'adoption de mesures compatibles avec les objectifs de son classement.
L'ICNF présente sur son site internet une liste des parcs naturels.
| Parc naturel                                            | Superficie (km²) | Année de création | N° WDPA |
| ------------------------------------------------------- | ---------------- | ----------------- | ------- |
| Parc naturel du Alvão                                   | 72,03            | 1983              | 13989   |
| Parc naturel de l'Arrábida                              | 176,53           | 1976              | 1340    |
| Parc naturel du Douro International                     | 870,11           | 1998              | 169019  |
| Parc naturel du Litoral Norte                           | 87,63            | 1987              | 388854  |
| Parc naturel de Montesinho                              | 742,29           | 1979              | 18946   |
| Parc naturel de Ria Formosa                             | 179,01           | 1978              | 4724    |
| Parc naturel de la Serra da Estrela                     | 891,36           | 1976              | 1338    |
| Parc naturel de la Serra de São Mamede                  | 560,59           | 1989              | 20673   |
| Parc naturel des Serras de Aire et Candeeiros           | 383,92           | 1979              | 5783    |
| Parc naturel du Sud-Ouest Alentejano et Costa Vicentina | 895,72           | 1988              | 18945   |
| Parc naturel de Sintra-Cascais                          | 144,51           | 1981              | 5809    |
| Parc naturel du Tejo Internacional                      | 264,91           | 2000              | 388861  |
| Parc naturel du Vale do Guadiana                        | 696,69           | 1995              | 143012  |

- Autre parc naturel : le parc naturel de Madère[10]

### Réserve naturelle
Une réserve naturelle est définie comme une zone contenant des caractéristiques écologiques, géologiques et physiographiques ou d'autres types d'attributs ayant une valeur scientifique, écologique ou éducative et qui n'est pas habitée de façon permanente ou significative.
L'ICNF présente sur son site internet une liste des réserves naturelles.
| Réserve naturelle                                                                  | Superficie (km²) | Année de création | N° WDPA |
| ---------------------------------------------------------------------------------- | ---------------- | ----------------- | ------- |
| Réserve naturelle des Berlengas                                                    | 95,6             | 1981              | 4796    |
| Réserve naturelle des Dunes de São Jacinto                                         | 9,96             | 1979              | 13331   |
| Réserve naturelle de l'Estuaire de Sado                                            | 239,71           | 1980              | 4722    |
| Réserve naturelle de l'Estuaire de Tejo                                            | 144,16           | 1976              | 1339    |
| Réserve naturelle des Lagunes de Santo André et de Sancha                          | 52,66            | 2000              | 388859  |
| Réserve naturelle de Paul de Arzila                                                | 5,87             | 1988              | 18942   |
| Réserve naturelle de Paul de Boquilobo                                             | 8,18             | 1980              | 4725    |
| Réserve naturelle du marais maritime de Castro Marim et Vila Real de Santo António | 23,08            | 1975              | 4723    |
| Réserve naturelle de la Serra da Malcata                                           | 161,59           | 1981              | 5808    |

### Paysage protégé
- La montagne des Açores
- Le paysage protégé du réservoir d'Azibo

### Monument naturel
Un monument naturel désigne un site naturel qui en raison de son caractère unique, de sa rareté ou de sa représentativité en termes écologiques, esthétiques, scientifiques et culturels, nécessite sa conservation et le maintien de son intégrité.
Le classement d'un monument naturel vise à protéger les valeurs naturelles, telles que des occurrences notables du patrimoine géologique, dans l'intégrité de ses caractéristiques et dans les zones qui l'entourent, avec l'adoption de mesures compatibles avec les objectifs de son classement.
Ils sont au nombre de 7 en 2020.

## Aires protégées de portée régionale ou locale
Les aires protégées de portée régionales ou locales sont créées et gérées par les municipalités ou des associations de communes, conformément aux décrets-lois n°13/93, pour 4 des paysages naturels et n°142/2008, modifié par le n°242/2015, pour les autres catégories.

### Paysage protégé au sens de la loi de 1993
Il en existe 4 en 2020 :
- Réservoir d'Azibo
- Corno do bico (pt)
- Lagoas do Bertiandos e São Pedro de Arcos (pt)
- Serra de Montejunto (pt)

### Parc naturel régional
- Parc naturel régional de la vallée du Tua

### Réserve naturelle locale
- Réserve naturelle locale Paul de Tornada (pt)
- Réserve naturelle locale de l'estuaire du Douro (pt)

### Paysage protégé régional
Il en existe 3 en 2020 :
- Litoral de Vila do Conde e reserva ornithologica do mindelo
- Serra da Gardunha
- Parque das serras do Porto

### Paysage protégé local
Il en existe 5 en 2020 :
- Açude da Agolada (es)
- Açude do Monte da Barca (es)
- Rocha da Pena
- Fonte Benémola
- Serras do Socorro e Archeira

## Aire protégée privée
Les aires protégées de statut privé peuvent être créées par simple formulaire avec l'accord des propriétaires fonciers depuis 2015.  
- Réserve de Faia Brava (pt), 2000

## Conventions internationales

### Natura 2000
Les sites Natura 2000 ont été proposés par l'ICNF, l'organisme gestionnaire.
En décembre 2018, le Portugal comptait 166 sites dont :
- 62 zones de protection spéciale (ZPS) pour les oiseaux sur une superficie de 17 952 km2 ;
- 107 zones spéciales de conservation (ZSC) (dont les pSIC, SIC) pour les habitats et les espèces sur une superficie de 46 598 km2.

La superficie totale était de 57 062 km2, soit 20,7 % de la surface terrestre et marine du territoire du Portugal.
Parmi les sites Natura 2000 :
- Ponta dos Rosais

Selon une étude de 2020, les portugais sont peu ou mal informés concernant l'existence du réseau Natura 2000, ce qui concorde avec d'autres études menées ailleurs en Europe.

### Réserves de biosphère
Le Portugal possède 12 réserves de biosphère, dont trois sont transfrontières avec l'Espagne. La première a été créée en 1981.

### Patrimoine mondial
Le Portugal compte un site naturel classé au patrimoine mondial de l'UNESCO :
- La forêt laurifère de Madère, 1999[13].

### Sites Ramsar
La convention de Ramsar est entrée en vigueur au Portugal le 24 mars 1981. En janvier 2020, le pays compte 31 sites Ramsar, couvrant une superficie de 1 324,87 km2.